# En förtrollad pojke
En förtrollad pojke (ryska: Заколдованный мальчик Zakoldovannyj maltjik) är en sovjetisk animerad film från 1955. Filmen är producerad av Sojuzmultfilm i regi av Vladimir Polkovnikov och Alexandra Snezjko-Blotskaja. Filmen bygger på boken Nils Holgerssons underbara resa genom Sverige av Selma Lagerlöf.

## Handling
Den elake pojken Nils, som tycker om att plåga djur, blir förtrollad av en liten tomte. Nils har nu krympts till liten storlek och fått förmågan att tala med djur. Han följer med en flock gäss på resa norrut genom Sverige. Under den äventyrliga resan utför han många goda gärningar, samtidigt som han letar efter tomten som kan bryta förtrollningen.

## Rollista
- Valentina Sperantova — Nils Holgersson
- Anatolij Kubatskij — tomten Bebelius
- Erast Garin — gåsen Martin
- Tatiana Strukova — gåsen Akka Knebekaise (krediterad som V. Strukova)
- Georgij Vitsin — Rosenbom, träbåtsman / en av gässen
- Alexej Konsovskij — storken Ermenrich / en av gässen
- Vladimir Ersjov — bronskung (okrediterad)
- Georgij Milljar — en av gässen (okrediterad)
- Julia Julskaja — ekorrar (okrediterad)
- Sergej Martinson — huvudråttan (okrediterad)
- Jelena Ponsova — ugglan (okrediterad)

## Utgivning i Sovjetunionen och Ryssland
1990 gavs filmen ut delvis omklippt i en samling animerade filmer (några kortare scener klipptes bort). I mitten av 1990-talet gavs filmen ut av Studio PRO Video på VHS och på kassetter i en samling av de bästa sovjetiska animerade kortfilmerna.
2009 gavs filmen ut på DVD av Krupnyj plan.
2012 lade Sojuzmultfilm ut filmen i sin helhet på YouTube.